# Жилой дом (Авдеевская улица, Нежин)
Жилой дом — памятник архитектуры местного значения в Нежине. Сейчас здесь размещается административное учреждение.

## История
Изначально был внесён в «список памятников архитектуры вновь выявленных» под названием Жилой дом.
Приказом Министерства культуры и туризма от 21.12.2012 № 1566 присвоен статус памятник архитектуры местного значения с охранным № 10042-Чр под названием Жилой дом. Установлена информационная доска.

## Описание
Дом построен в конце 18 века.
Двухэтажный, каменный, оштукатуренный, прямоугольный в плане дом, с четырёхскатной крышей. Фасад расчленяют пилястрами (второго этажа рустованные), опоясывает межэтажный карниз (тяга), завершается карнизом с сухариками. Вход к улице, ориентирован на север. Проёмы входа и окна над ним (второго этажа) арочные. Над входной дверью фрамуга. Окна четырёхугольные, окна первого этажа лучковые. Боковые пары пилястр завершаются пинклями (башенками) между которыми аттики.